# ام ایمن
ام ایمن (عربی: اُمِّ اَیمَن) با نام اصلی برکة بنت ثعلبه بن عمرو بن حصن بن مالک بن سلمة بن عمرو بن نعمان و با کنیه ام‌الظباء زنی اهل حبشه بود که قبل از اسلام کنیز آمنه بنت وهب مادر محمد و پس از مرگ او کنیز خود او بود تا آنکه محمد او را آزاد کرد.

## زندگی

### ارتباط وی با پیامبر اسلام
ام ایمن از زنان صحابی، در دوران جاهلیت کنیز آمنه بنت وهب بود. پس از فوت آمنه، وی به محمد به ارث رسید. پس از مرگ آمنه در ابواء وی مسئولیت نگهداری از محمد را تا بزرگ شدنش بر عهده گرفت. عبدالمطلب به وی گفته بود از پسرم غفلت نکن، اهل کتاب گمان می‌کنند که او پیامبر این امت است. محمد بسیار او را دوست داشت و دربارهٔ او گفت: «ام ایمن امی بعد امی.» یعنی «بعد از مادرم ام ایمن مادر من است.»

### ازدواج‌ها و فرزندان
محمد پس از ازدواج با خدیجه او را آزاد کرد. در ابتدا او با عبید بن زید خزرجی ازدواج کرد که ایمن حاصل این ازدواج بود. پس از درگذشت عبید بن زید خزرجی، با زید بن حارثه پسرخوانده محمد ازدواج کرد که حاصل این ازدواج اسامه بن زید بود.

### ارتباط با اسلام
او از نخستین گروندگان به اسلام بود و بعدها به مدینه هجرت کرد. گفته شده‌است که او از مهاجرین به حبشه نیز بوده‌است.
ام ایمن در دو جنگ احد و خیبر نیز حضور دشته است.
محمد از وی به عنوان یکی از زنان اهل بهشت یاد کرده‌است. او به همراه علی ابن ابی طالب تنها کسانی بودند که در قضیه فدک شهادت دادند که محمد فدک را به فاطمه زهرا بخشیده‌است.

### درگذشت
در برخی منابع آمده‌است که وی پنج ماه پس از مرگ محمد، فوت کرده‌است، اما در برخی دیگر آمده‌است که وی تا زمان خلافت عثمان زنده بوده‌است.